# 森川重政
森川 重政（もりかわ しげまさ）は、下総生実藩の第2代藩主。

## 生涯
慶長13年（1608年）、初代藩主・森川重俊の長男として生まれる。寛永9年（1632年）に父が徳川秀忠に従って殉死したため、家督を継いだ。
寛永11年（1634年）、3代将軍・徳川家光の上洛に従った。寛永18年（1641年）6月から寛永19年（1642年）8月、正保4年（1647年）に大坂加番に任じられ、明暦3年（1657年）12月27日に従五位下・伊賀守に叙位・任官する。寛文元年（1661年）に大坂城修築で功績を挙げた。
寛文3年（1663年）1月23日に死去した。享年56。跡を次男の重信が継いだ。
墓所は千葉市の重俊院にある（森川家累代の墓碑、市指定文化財）。

## 系譜
父母
- 森川重俊（父）
- 大久保忠隣の養女、設楽貞清の娘（母）

正室
- 板倉重宗の娘

側室
- 小泉氏

子女
- 森川重般（長男）生母は正室
- 森川重信（次男）生母は正室
- 森川重高（三男）
- 山口重直室